# ベンジャミン・ヘイン
ベンジャミン・ヘインまたはベンアミン・ハイネ（Benjamin Heyne、1770年1月1日 - 1819年2月6日）は、モラヴィア生まれで、イギリス東インド会社で働いた植物学者である。
モラヴィアのDöbraに生まれた。ドレスデンで学んだ。モラヴィア教会の宣教師として1791年にトランケバル（Tranquebar）のデンマーク人入植地に渡った。1793年からサマルコットのイギリス東インド会社で働くようになった。1799年には、コーリン・マッケンジー（Colin Mackenzie）のマイソール探検に植物学者として参加した。1802年から1808年までバンガロールのラルバー・ボタニカル・ガーデンの園長を務めた。
しばらくイギリスに滞在し、ロンドン・リンネ協会に入会した。
1815年にベンケイソウ科の植物は、午後よりも朝の方が酸味のある味であることを観察した。これはCAM型光合成に関する最初期の報告である。
東インド会社で多くの植物を収集し、これらの植物は後に、アルブレヒト・ヴィルヘルム・ロート（Albrecht Wilhelm Roth）によって、『東インドの新種植物』（"Novae plantarum species praesertim Indiae Orientalis"：1821）で記載された。チェンナイのVapperaで没した。
ウィリアム・ロクスバラらによってセンダン科の属名Heyneaなどに献名されている。

## 著作
- On the Deoxidation of the Leaves of Cotyledon calycina. In: Transactions of the Linnean Society of London. Band 11, Nr. 2, S. 213–215, doi:10.1111/j.1096-3642.1813.tb00051.x, Online.
- Tracts, historical and statistical, on India: with journals of several tours through various parts of the peninsula; also an account of Sumatra, in a series of letters; illustr. by maps and other plates. Baldwin and Black, Parry, London 1814.

## 関連文献
- Ray Desmond: Dictionary of British and Irish botanists and horticulturists: including plant collectors, flower painters, and garden designers. 2. überarbeitete Auflage, CRC Press, 1994, ISBN 0-85066-843-3.
- Eintrag beim Nationaal Herbarium Nederland (abgerufen am 18. November 2009)
- Hortus Bengalensis, or a Catalogue of the Plants Growing in the Hounourable East India Company's Botanical Garden at Calcutta. S. 33, Serampore 1814
- Curtis's Botanical Magazine. Tafel 1738, online
- Urs Eggli, Leonard E. Newton: Etymological Dictionary of Succulent Plant Names. Birkhäuser, 2004, ISBN 978-3-540-00489-9, S. 108